# Necrònim
Un necrònim, del grec νεκρος (transliterat nekros, 'mort') i ὀνομα (ónoma, 'nom'), es refereix a la utilització del nom d'una persona que ja ha mort.
Actualment aquest mot s'utilitza també per referir-se al nom anterior d'una persona trans, adaptat de l'anglès dead name.

## En les diferents cultures
Les diferents cultures posseeixen diferents tradicions sobre aquest tema, arribant fins a l'extrem de ser un tema tabú en algunes d'elles. Les pràctiques relatives als necrònims varien des de l'extrem de mai més fer esmentar a aquesta persona pel nom que tenia en vida (usant algun circumloqui per referir-se a ella) fins a, per contra, batejar incessantment a altres individus -i fins a animals i coses- amb el seu necrònim. Per exemple, en algunes cultures és comuna que un bebè nounat rebi el nom (necrònim) d'un parent que ha mort recentment, mentre que unes altres, la reutilització de tal nom seria totalment inadequat, i fins i tot prohibit. 

## Alguns problemes històrics
La pràctica d'atorgar els noms de familiars morts ha estat en alguns casos font de confusió per als historiadors. Aquesta usualment deriva de la dificultat de diferenciar les partides de naixement de dos germans gairebé seguits, usualment la d'un fill que va néixer posteriorment a la primerenca mort d'un anterior. Un dels casos relativament famosos d'aquest tipus és el del japonès Shigechiyo Izumi (1865?-1986), reconegut per l'usualment exigent Llibre Guinness de rècords mundials com la persona que més havia viscut al món, amb 120 anys i 237 dies. No obstant això, a partir de documents oficials nipons, se sospita que hauria nascut en 1880 i que per tant hauria mort als 105 anys.

## Ús de necrònims durant la Guerra Freda
D'altra banda, durant el llarg període de la Guerra Freda (aproximadament 1947-1989) el règim comunista soviètic també solia fer ús de necrònims, per així ocultar la veritable identitat dels seus agents d'intel·ligència, particularment la d'aquells que treballaven com a residents (rezidenti) il·legals als principals països d'Occident (és a dir, sense la protecció blindada per una coberta o façana diplomàtica). Per exemple, l'agent del KGB soviètic Konon Molody durant diversos anys només seria conegut com a Gordon Lonsdale per part dels principals serveis d'intel·ligència occidentals com la CIA nord-americana i l'MI6 britànic (l'autèntic Lonsdale havia estat un ciutadà canadenc que havia nascut dos anys després que Molody, però que havia mort en 1943 als Estats Units quan només tenia 19 anys, probablement víctima d'un homicidi). Molody va adoptar el seu àlies quan tenia 32 anys, 11 anys després de la mort del veritable Lonsdale.